# Mittelhausen
Mittelhausen là một đô thị thuộc huyện Mansfeld-Südharz, Sachsen-Anhalt, Đức. Đô thị Mittelhausen có diện tích 12,66 km², dân số thời điểm ngày 31 tháng 12 năm 2006 là 590 người.